# 센다이항

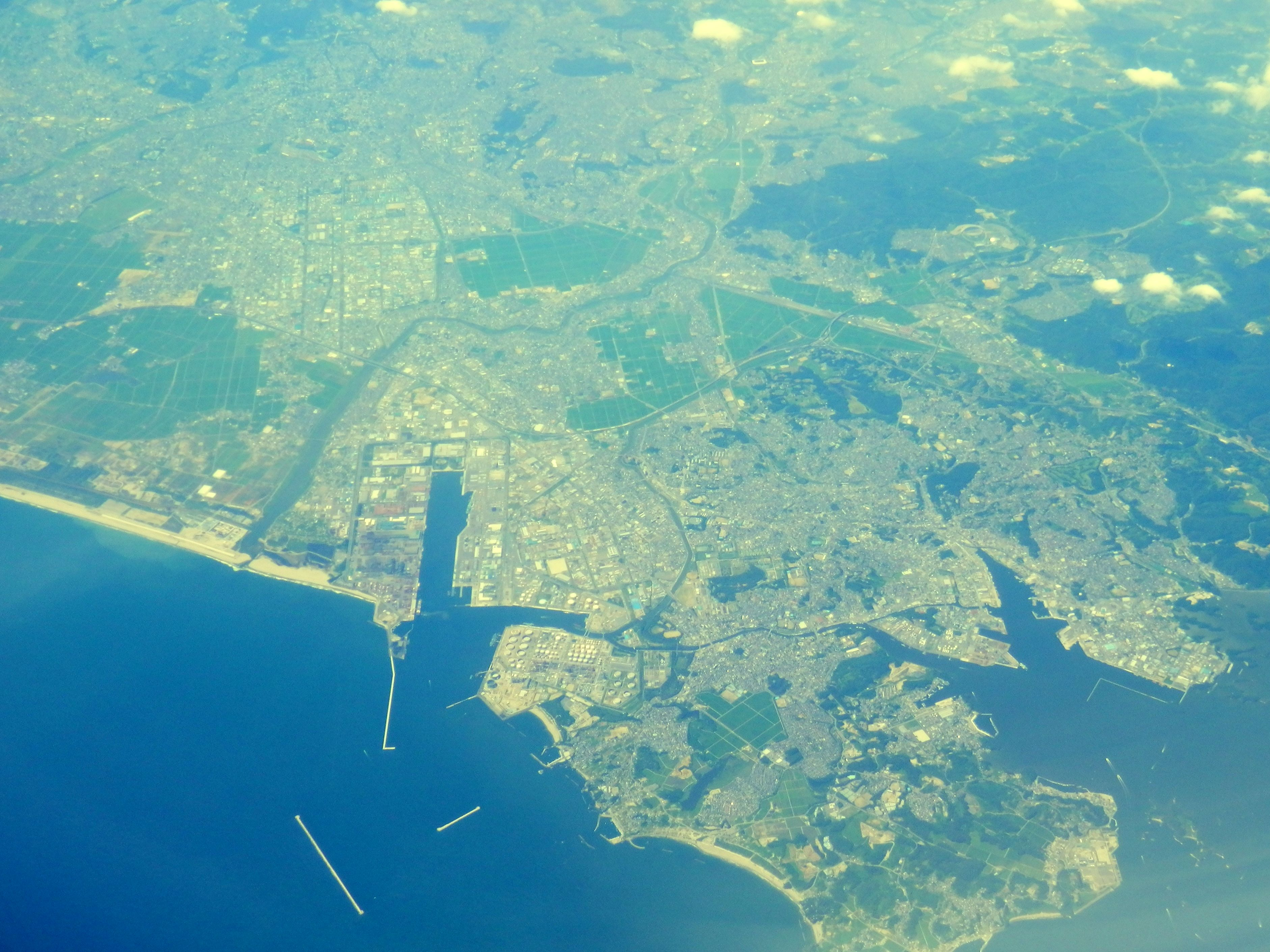
센다이항을 서쪽에서 내려다본 모습

센다이항(일본어: 仙台港, せんだいこう)은 일본 미야기현 센다이시 미야기노구, 다가조시, 시치가하마정 세 지역에 걸쳐 있는 태평양을 맞댄 센다이만의 항구이다. 정식 명칭은 센다이시오가마항 센다이구(일본어: 仙台塩釜港仙台区)이다. 약칭으로 센다이신항(일본어: 仙台新港)으로 불린다.
미야기현이 항만 관리를 맡고 있으며 일본의 중핵거점항만, 국제거점항만, 특정항, 개항, 출입국만, 검역만 등으로 지정되어 있다.
1964년 센다이만 지역이 신산업도시로 지정되면서 다가조 해군공창(주일미군 소속 캠프 로퍼) 부지와 주변의 습지를 간척하여 얻은 땅에 처음 건설한 항만으로 시작되었다.

## 같이 보기
- 센다이구